# La Floresta (Spanyolország)
La Floresta, Lleida település Spanyolországban, Lleida tartományban. La Floresta Arbeca, Els Omellons, Vinaixa és Les Borges Blanques községekkel határos. Lakosainak száma 164 fő (2024).

## Népesség
A település népessége az utóbbi években az alábbiak szerint változott:
| Lakosok száma | 988  | 622  | 424  | 223  | 188  | 185  | 179  | 155  | 140  | 164  |
|               | 1887 | 1930 | 1950 | 1975 | 2001 | 2006 | 2010 | 2016 | 2020 | 2024 |